# 3CatInfo
3CatInfo serà la nova marca informativa de la Corporació Catalana de Mitjans Audiovisuals (CCMA), que unificarà l’oferta d’informatius de TV3 i Catalunya Ràdio en televisió, ràdio i entorns digitals. La CCMA preveu integrar-hi l’activitat del canal 3/24 i de l’emissora Catalunya Informació, amb una aposta reforçada pel consum digital i els formats socials.  L'estrena està prevista per a la tardor de 2025.
La producció informativa s’articularà des d’un nou plató central per a totes les franges i formats (per exemple, les diferents edicions del Telenotícies, Els matins i els espais d’anàlisi). Està previst que l’oferta inclogui reposicionaments i el redisseny d’alguns programes.
La corporació també renovarà l’equip de presentadors i editors dels Telenotícies i del 3/24, combinant perfils veterans amb incorporacions orientades a l’entorn digital.

## Història
El 21 d’octubre de 2024, la CCMA anuncià la unificació dels serveis informatius continus de televisió i ràdio sota la marca 3CatInfo. En un primer moment, es va informar de la seva posada en marxa l’inici de 2025, tot i que l’horitzó es va acabar alineant amb la temporada 2025–2026.
Durant la primavera de 2025, 3Cat va presentar la renovació de cares i l’encaix editorial dels Telenotícies dins el nou model, amb Toni Cruanyes i Raquel Sans al TN vespre, Xavi Coral i Anna Garnatxe al TN migdia, Júlia López i Joan Raventós als caps de setmana, i amb Núria Solé al TN comarques.
El juny de 2025 es va donar a conèixer el nou plató d’informatius als estudis de TV3 a Sant Joan Despí, amb uns 400 m², càmeres robotitzades i pantalles verticals mòbils pensades per a formats digitals i socials.